# Рорбах (Баумхолдер)
Рорбах (њем. Rohrbach) општина је у њемачкој савезној држави Рајна-Палатинат. Једно је од 96 општинских средишта округа Биркенфелд. Према процјени из 2010. у општини је живјело 214 становника. Посједује регионалну шифру (AGS) 7134073.

## Географски и демографски подаци
Рорбах се налази у савезној држави Рајна-Палатинат у округу Биркенфелд. Општина се налази на надморској висини од 440 метара. Површина општине износи 2,5 km². У самом мјесту је, према процјени из 2010. године, живјело 214 становника. Просјечна густина становништва износи 87 становника/km².